# Odile Roynette
Odile Roynette, née en 1966, est une historienne française.

## Biographie
Docteure en histoire contemporaine de l’université Paris I-Panthéon-Sorbonne en 1999 (thèse sous la direction d’Alain Corbin), habilitée à diriger les recherches en 2010 à l’EHESS (garant Stéphane Audoin-Rouzeau), Odile Roynette a été maîtresse de conférences en histoire contemporaine à l’université de Franche-Comté (2001-2020). Elle est, depuis septembre 2020, professeure d'histoire contemporaine à l'université de Bourgogne.
Elle est membre du comité de rédaction de la Revue d’histoire du XIXe siècle, ainsi que du conseil scientifique du centre international de recherche de l’Historial de la Grande Guerre de Péronne.
Ses domaines de recherche sont l'Histoire des cultures militaires (XIXe – XXIe siècles), l'Histoire du genre et des masculinités, Littérature et histoire.

## Publications
- Bons pour le service. L’Expérience de la caserne en France à la fin du XIXe siècle, Paris, éditions Belin, coll. « Modernités », 2000, 458 p.  (ISBN 2-7011-2739-4)[2]. Rééd. 2017.
- Les Mots des soldats, Paris, éditions Belin, coll. « Le Français retrouvé », 2004, 269 p.  (ISBN 2-7011-3050-6)
- Fraternité. Regards croisés, dir. par Frédéric Brahami et Odile Roynette, Besançon, Annales littéraires de l’université de Franche-Comté, série Agon, 2009, 386 p.  (ISBN 978-2-84867-275-5)
- Les Mots des tranchées. L’Invention d'une langue de guerre, 1914-1919, Paris, éditions Armand Colin, coll. « Le Fait guerrier », 2010, 286 p.  (ISBN 978-2-200-35386-5)[3]
- Un long tourment. Louis-Ferdinand Céline entre-deux-guerres, 1914-1945, Paris, Éditions Les Belles Lettres, coll. « L’Histoire de profil », 2015, 287 p.  (ISBN 978-2-251-90014-8)[4]
- L'orgueil du drapeau : France - Allemagne 1870-1945, Paris, Éditions Les Belles Lettres, 2024, 264 p.  (ISBN 978-2251455815)[5]